# Noora Noor
Noora Noor, (Dubaj, 1979. július 8. –) szomáliai származású norvég soul énekesnő.
Nyolcéves korában már fellépett. Tizenöt éves volt, amikor szerződtette a Warner Music. Első albuma a Curious 1999-ben jelent meg.

## Lemezei
- 1999: Curious
- 2004: All I Am
- 2009: Soul Deep

### Kislemezek
- Forget What I Said (2009)
- Gone With The Wind (2011)